# Malang Jan
Malang Jan, (Afghaans: ملنګ جان بابا; Bihsud district, Nangarhar 1914 - 1957, Latabaan weg, tussen Kabul en Nangarhar, was een geliefd Afghaans dichter. Malang Jan was een prominente voorstander van Loy Afghanistan. Hij wordt door Afghanen Malang Jan Baba (Baba betekent Vader) genoemd.

## Jonge jaren en educatie
Malang Jan werd geboren als Mohammad Amin in het district Bihsud van de provincie Nangarhar. Toen hij 3 jaar oud was overleed zijn vader, Abdul Shakoor. Op zijn 15e verhuisde zijn hele familie naar het Kama District, op zoek naar werk. Een paar jaar later ging Malang Jan Baba naar Jalalabad, om zijn tweejarige militaire dienstplicht te vervullen. Zijn dienstplicht voldeed hij in de provincie Kunar. Na zijn dienstplicht ging Malang Jan weer terug naar zijn geboortedorp, om zijn leven opnieuw op te bouwen. Hij was begin twintig toen zijn eerste gedicht werd gepubliceerd in het tijdschrift "Da Mashraq Etihaad". Vanaf hier begon zijn bekendheid en hij werd een van de beroemdste dichters van zijn tijd.

## Werk en volwassen leven
In 1945 werd Malang Jan Baba door de President van Afghanistan, Mohammad Daud Khan, uitgenodigd om Kabul te komen bezoeken en in 1950 door vice president Shah Mahmud Khan, om hem 600 afghani toe te wijzen als jaarlijks pensioen. In 1953 werd hij opnieuw uitgenodigd in Kabul, en werd hij voorgedragen als de manager van Pakhto muziek op Kabul Radio. Dat gebeurde nadat hij was bijgeschoold door een persoonlijke leraar die hem zes dagen per week les gaf, die hem door Daud Khan persoonlijk was toegewezen. Daarna had hij genoeg geleerd om zijn eigen gedichten te kunnen schrijven.

## Dood en erfenis
In 1957 reisde hij samen met zijn enige zoon, Daud Jan, van Kabul naar zijn geboortedorp. De bus verongelukte echter bij de weg Latabaan (tussen Kabul en Nangarhar), waardoor er een eind kwam aan het leven van Malang Jan Baba en zijn zoon. Hij is begraven in Jalalabad, Afghanistan. Een mausoleum is voor hem opgericht.

## Poëzieverzamelingen
- "Khwagey Naghmey"
- "Da Watan Da Miney Kajkol"

## Gedichten
Da zmong zeba watan,
Da zmong Laila watan,
Da watan mo zan dey,
Da Afghanistan,
Letterlijke vertaling in het Nederlands:
Het is ons mooie land,
Het is ons Laila land,
Het is ons lichaam,
Dit Afghanistan,
- Gemeinsame Normdatei: 1120058392
- Virtual International Authority File: 4862148037709488350002
- WorldCat: E39PBJy8pYrW8Rgr4dPqMFKjmd